# Fataga

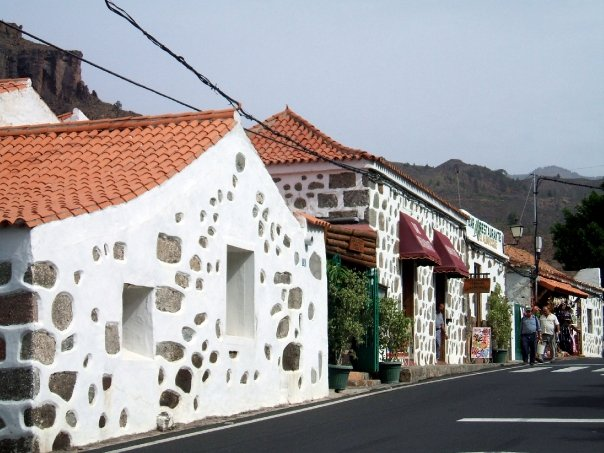
Tipiche abitazioni di Fataga

Fataga è un villaggio che si trova nel comune di San Bartolomé de Tirajana che si trova all'interno dell'isola di Gran Canaria, le cui origini risalgono a circa 2000 anni fa, quando l'area dove sorge l'attuale villaggio era abitata dai Guanci.
Verso la fine del XIX secolo Fataga contava 650 abitanti, dediti soprattutto alla coltivazione di cereali, ortaggi e frutta e all'allevamento di bovini, mentre oggi la popolazione non supera i 400 residenti.
Fataga, con le sue vecchie stradine lastricate di pietra e le case che conservano ancora il loro aspetto originario, è forse il borgo più caratteristico e più bello dell'isola, tanto da essere stato nominato per l'inclusione nella lista dei Patrimoni dell'umanità dell'UNESCO.